# Gogangra laevis
Gogangra laevis és una espècie de peix de la família dels sisòrids i de l'ordre dels siluriformes.

## Morfologia
- Els mascles poden assolir 8 cm de longitud total.
- Nombre de vèrtebres: 32-35.[1]

## Hàbitat
És un peix d'aigua dolça i de clima tropical.

## Distribució geogràfica
Es troba a Àsia: conques dels rius Yamuna i Meghna (conca del Brahmaputra a Bangladesh).